# After Forever (album)
After Forever è il quinto ed ultimo album pubblicato dalla band olandese Symphonic metal After Forever, nel 2007.

## Tracce
1. Discord – 4:36
2. Evoke – 4:24
3. Transitory – 3:29
4. Energize Me – 3:09
5. Equally Destructive – 3:31
6. Withering Time – 4:31
7. De-Energized – 5:10
8. Cry With a Smile – 4:25
9. Envision – 3:56
10. Who I Am – 4:36
11. Dreamflight – 11:09
12. Empty Memories – 4:55

Bonus Tracks:
1. "Lonely" (Bonustrack Digipack)

## Formazione
- Floor Jansen - voce
- Bas Maas - chitarra
- Sander Gommans - chitarra
- Luuk van Gerven - basso
- Joost Van den  Broek - tastiere
- Andre Borgman - batteria